# Rolf Thiele (coureur)
Rolf Thiele (1952 – Groningen, 28 juni 1975) was een Duits motorcoureur.

## Carrière
Thiele had een korte racecarrière. Hij debuteerde met een Maico 125 RS in het wereldkampioenschap wegrace 1975 in de Grand Prix van Frankrijk, waar hij twaalfde werd. In de Grand Prix des Nations viel hij in de 125cc-race uit. In de 250-klasse wist hij zich met zijn Yamaha TZ 250 niet te kwalificeren. (Hetzelfde overkwam nog 62 andere coureurs.) In de Grand Prix van Spanje viel hij uit, maar bij de Grand Prix van Duitsland op de Hockenheimring kwalificeerde hij zich in de 250cc-klasse op de tweede startplaats, achter Walter Villa. In de race werd hij slechts twintigste, maar in de 125cc-race finishte hij als negende. 

## Overlijden
De uit Bremen afkomstige Thiele deed in 1975 op 23-jarige leeftijd mee aan de TT van Assen. Op 28 juni viel hij in de 125cc-race uit. Kort na de start van de 250cc-race kwam hij ten val in het stuk tussen de Strubben en de Bult. Hij werd naar het Wilhelminaziekenhuis van Assen gebracht en werd vandaar overgebracht naar het Academisch Ziekenhuis te Groningen, waar hij overleed.

## Wereldkampioenschap wegrace resultaten
| Jaar | Klasse | Team  | Motorfiets    | 1       | 2       | 3       | 4      | 5     | 6       | 7       | 8 | 9 | 10 | 11 | 12 | Punten | Plaats | Overwinningen |
| ---- | ------ | ----- | ------------- | ------- | ------- | ------- | ------ | ----- | ------- | ------- | - | - | -- | -- | -- | ------ | ------ | ------------- |
| 1975 | 125 cc | Privé | Maico 125 RS  | FRA 12  | SPA DNF | OOS DNS | DUI 9  | NAT - |         | NED DNF |   |   |    |    |    | 2      | 24e    | 0             |
| 1975 | 250 cc | Privé | Yamaha TZ 250 | FRA DNQ | SPA -   |         | DUI 20 | NAT - | IOM DNS | NED (†) |   |   |    |    |    | 0      | -      | 0             |